# Jüdischer Friedhof Hirschhorn (Neckar)

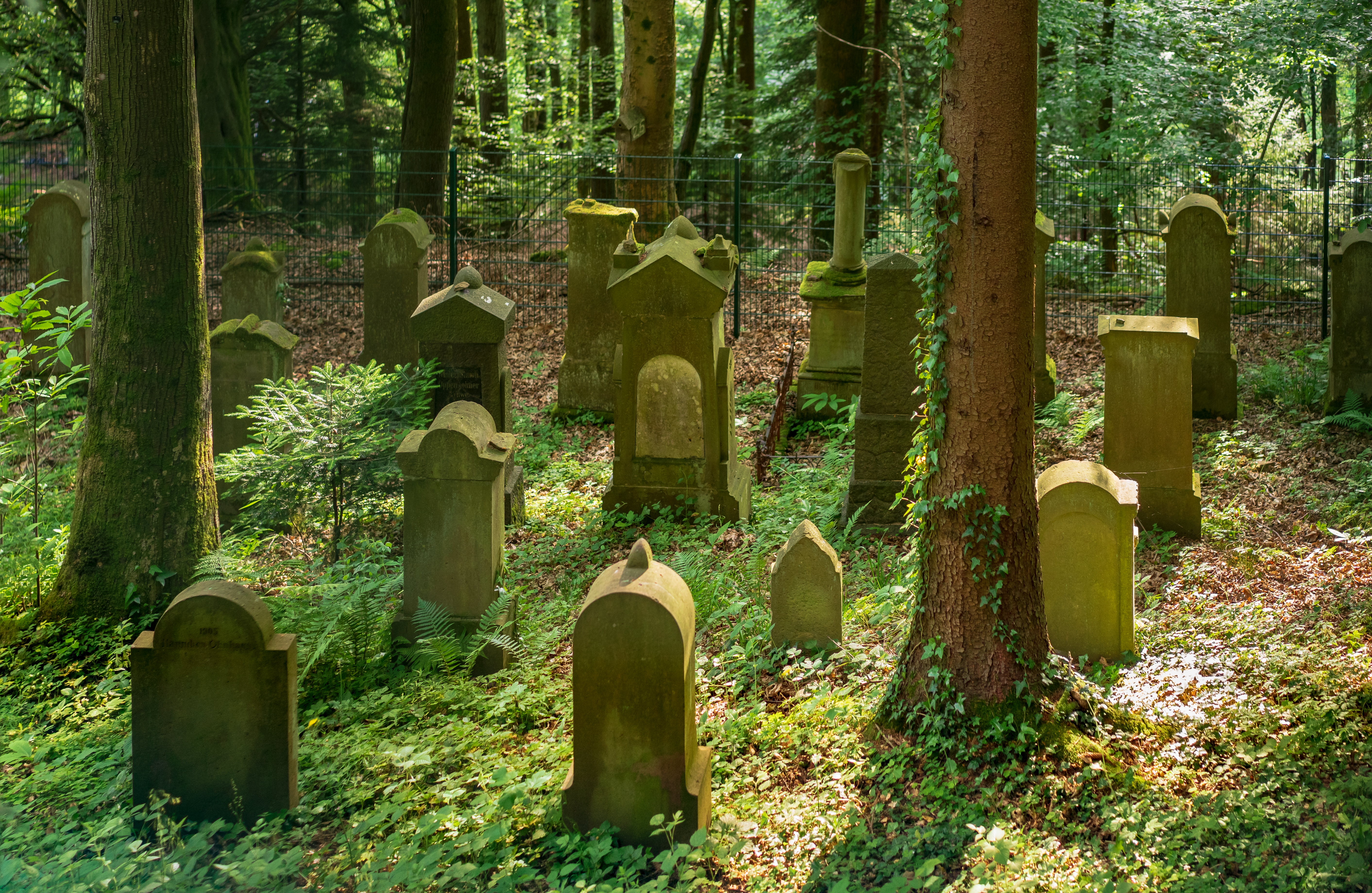
Jüdischer Friedhof Hirschhorn (2016)

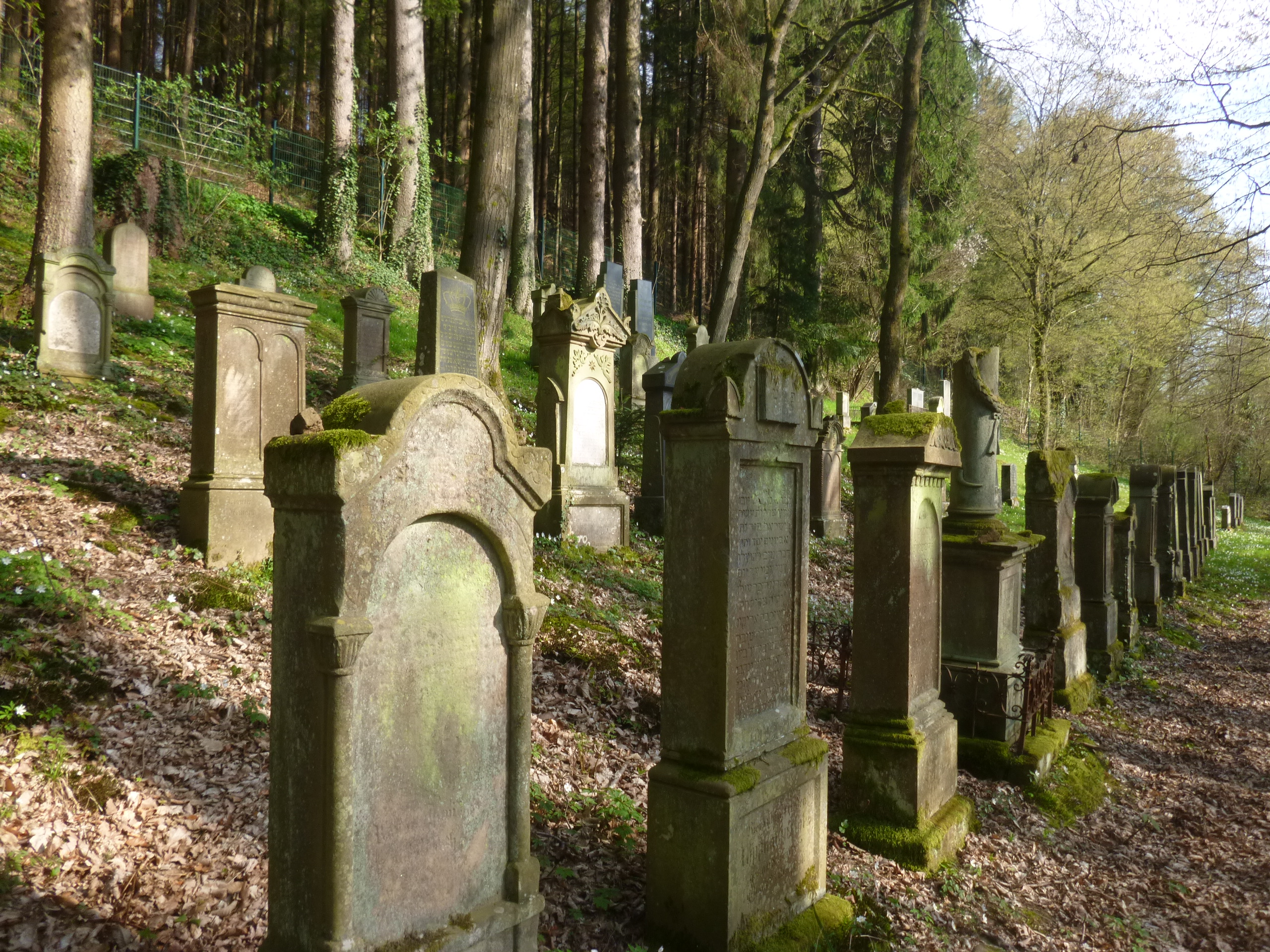
Jüdischer Friedhof Hirschhorn (2016)

Der Jüdische Friedhof Hirschhorn (Neckar) ist ein Friedhof in der Landstadt Hirschhorn (Neckar) im Landkreis Bergstraße in Hessen.

## Beschreibung
Der 2747 m² große jüdische Friedhof liegt mitten im Wald unterhalb der heutigen Zufahrtsstraße zur Burg (Schlosshotel) Hirschhorn. Es sind 227 Grabsteine erhalten. Der älteste lesbare Grabstein ist von 1729 und der jüngste von 1936.

## Geschichte
Der Friedhof wurde um 1700 auf vermutlich ehemaligem herrschaftlichem Gelände angelegt. Er wurde von 1729 bis 1936 belegt. Auf dem Friedhof wurden die in Hirschhorn und Umgebung verstorbenen Juden beigesetzt – auch aus Neckarsteinach, Eberbach, Zwingenberg und Strümpfelbrunn.
Bereits aus dem 19. Jahrhundert wurden größere Friedhofsschändungen gemeldet. So wurden in den Jahren 1814, 1836 und 1861 jeweils die Friedhofsmauer zerbrochen und Grabsteine beschädigt. In der NS-Zeit wurde der Friedhof schwer geschändet, in den 1980er-Jahren wurde er wieder hergerichtet.